# Liste du patrimoine immobilier classé d'Andenne
Cette page regroupe l'ensemble du patrimoine immobilier classé de la ville belge d'Andenne.
| Objet | Année de construction / Architecte                                                           | Adresse                         | Section communale | Coordonnées                      | Numéro d’inventaire | Illustration |
| --- | -------------------------------------------------------------------------------------------- | ------------------------------- | ----------------- | -------------------------------- | ------------------- | --- |
| Collégiale Sainte-Begge | De 1764 à 1778 Laurent-Benoît Dewez                                                          | Place du Chapitre               | Andenne           | 50° 29′ 13″ nord, 5° 06′ 03″ est | 92003-CLT-0001-01   | Collégiale Sainte-Begge |
| Site formé par la place du Chapitre comprenant la collégiale, la fontaine Sainte-Begge, la porte Saint-Etienne, les squares, pelouses et terre-pleins                                                                                   |                                                                                              | Place du Chapitre               | Andenne           | 50° 29′ 15″ nord, 5° 06′ 00″ est | 92003-CLT-0002-01   | Site formé par la place du Chapitre comprenant la collégiale, la fontaine Sainte-Begge, la porte Saint-Etienne, les squares, pelouses et terre-pleins                                                                                   |
| Place des Tilleuls |                                                                                              | Place des Tilleuls              | Andenne           | 50° 29′ 22″ nord, 5° 05′ 44″ est | 92003-CLT-0004-01   | Place des Tilleuls |
| Ancien hôtel de Ville, place du Perron | 1772                                                                                         | Place du Perron                 | Andenne           | 50° 29′ 09″ nord, 5° 05′ 54″ est | 92003-CLT-0005-01   | Ancien hôtel de Ville, place du Perron |
| Maison Tchestia di Scovie | XVIIe siècle                                                                                 | Rue Winand n°36c                | Andenne           | 50° 29′ 09″ nord, 5° 06′ 04″ est | 92003-CLT-0006-01   | Maison Tchestia di Scovie |
| Maison dite Sainte-Begge, place Sainte-Begge, n°6 | 1623                                                                                         | Place Sainte-Begge n°6          | Andenne           | 50° 29′ 11″ nord, 5° 06′ 04″ est | 92003-CLT-0007-01   | Maison dite Sainte-Begge, place Sainte-Begge, n°6 |
| L'église Saint-Pierre (tour et nef centrale constituant les parties anciennes) | XIIe siècle; 1860 (Chœur et transept); remaniement complet en 1923                           | Place Tombu                     | Andenelle         | 50° 29′ 41″ nord, 5° 06′ 45″ est | 92003-CLT-0008-01   | L'église Saint-Pierre (tour et nef centrale constituant les parties anciennes) |
| L'église Saint-Firmin (M) et ensemble formé par cette église, la place ainsi que les cimetières anciens et modernes (S) | XIe siècle; 1865 (agrandissement de la nef vers l'Est et remplacement des piliers de la nef) | Rue du Centre                   | Bonneville        | 50° 28′ 16″ nord, 5° 02′ 02″ est | 92003-CLT-0009-01   | L'église Saint-Firmin (M) et ensemble formé par cette église, la place ainsi que les cimetières anciens et modernes (S) |
| L'église Saint-Maurice de Sclayn | Vers 1090-1100                                                                               | Grand Place                     | Sclayn            | 50° 29′ 22″ nord, 5° 01′ 41″ est | 92003-CLT-0011-01   | L'église Saint-Maurice de Sclayn |
| Rochers de Samson |                                                                                              |                                 | Thon              | 50° 27′ 55″ nord, 4° 59′ 47″ est | 92003-CLT-0012-01   | Image manquanteTéléverser |
| La tour de la ferme de Houssoy (M) et ensemble formé par cette ferme et les terrains environnants (S) |                                                                                              | Rue Hautebise                   | Vezin             | 50° 30′ 17″ nord, 4° 59′ 49″ est | 92003-CLT-0013-01   | La tour de la ferme de Houssoy (M) et ensemble formé par cette ferme et les terrains environnants (S) |
| Chapelle Saint-Martin | Vers 1050                                                                                    | Rue de Reppe                    | Reppe             | 50° 30′ 04″ nord, 5° 06′ 55″ est | 92003-CLT-0014-01   | Chapelle Saint-Martin |
| Site formé par la chapelle Saint-Martin et les terrains environnants |                                                                                              | Rue de Reppe                    | Reppe             | 50° 30′ 04″ nord, 5° 06′ 50″ est | 92003-CLT-0018-01   | Image manquanteTéléverser |
| Ferme d'Atrive | Vers 1600-1610                                                                               | Rue du Château n°2              | Seilles           | 50° 29′ 56″ nord, 5° 04′ 40″ est | 92003-CLT-0015-01   | Ferme d'Atrive |
| L'église Saint-Etienne | 1075                                                                                         | Rue du Cimetière                | Seilles           | 50° 30′ 02″ nord, 5° 04′ 42″ est | 92003-CLT-0016-01   | L'église Saint-Etienne |
| Maison (façades, toitures, à l'exclusion des annexes situées à l'arrière, courette pavée, porte piétonne et mur de clôture) |                                                                                              | Rue Charles Lapierre n°2        | Andenne           | 50° 29′ 10″ nord, 5° 05′ 55″ est | 92003-CLT-0020-01   | Maison (façades, toitures, à l'exclusion des annexes situées à l'arrière, courette pavée, porte piétonne et mur de clôture) |
| Ferme de la Vaudaigle (façades et toitures, excepté l'annexe récente qui s'y adosse au nord) (M) et ensemble formé par cette ferme et ses abords (S)                                                                                    |                                                                                              | Rue Vaudaigle n°8               | Groynne           | 50° 28′ 30″ nord, 5° 03′ 53″ est | 92003-CLT-0021-01   | Image manquanteTéléverser |
| Château de Bonneville (façades et toitures des parties anciennes, à l'exclusion de l'aile ouest qui fait partie de la ferme voisine) (M) et ensemble formé par ce château et ses abords (S)                                             | 1587 et 1751                                                                                 | Rue de Strud n°113              | Bonneville        | 50° 28′ 12″ nord, 5° 02′ 04″ est | 92003-CLT-0023-01   | Château de Bonneville (façades et toitures des parties anciennes, à l'exclusion de l'aile ouest qui fait partie de la ferme voisine) (M) et ensemble formé par ce château et ses abords (S)                                             |
| Ferme de Dhuy et grange aux dîmes (façades et toitures, à l'exception de l'annexe qui s'appuie à l'intérieur de la cour contre l'aile nord occupée par les granges) (M) et ensemble formé par la ferme et les terrains environnants (S) |                                                                                              | Rue de Strud n°114              | Bonneville        | 50° 28′ 12″ nord, 5° 02′ 06″ est | 92003-CLT-0024-01   | Ferme de Dhuy et grange aux dîmes (façades et toitures, à l'exception de l'annexe qui s'appuie à l'intérieur de la cour contre l'aile nord occupée par les granges) (M) et ensemble formé par la ferme et les terrains environnants (S) |
| Ferme dite La Croix et dépendances (façades et toitures) (M) et ensemble formé par la ferme, le bâtiment voisin, la chapelle La Croix et leurs abords (S)                                                                               |                                                                                              | Rue de la Croix                 | Coutisse          | 50° 28′ 01″ nord, 5° 06′ 46″ est | 92003-CLT-0025-01   | Image manquanteTéléverser |
| L'église Saint-Rémy et le mur du cimetière (M) et ensemble formé par l'église, le cimetière et leurs abords (S) | 1564 et 1760-1761                                                                            | Rue de l'Église Saint-Remy      | Landenne          | 50° 30′ 50″ nord, 5° 03′ 53″ est | 92003-CLT-0026-01   | L'église Saint-Rémy et le mur du cimetière (M) et ensemble formé par l'église, le cimetière et leurs abords (S) |
| Ferme du Château, dite ferme Libois (façades, toitures (à l'exclusion des bâtisses modernes qui s'y adossent) et les murs de clôture) (M) et ensemble formé par cette ferme et les terrains environnants (S)                            | XVIIe siècle                                                                                 | rue de l'Eglise Saint-Rémy n°41 | Landenne          | 50° 30′ 47″ nord, 5° 03′ 50″ est | 92003-CLT-0027-01   | Ferme du Château, dite ferme Libois (façades, toitures (à l'exclusion des bâtisses modernes qui s'y adossent) et les murs de clôture) (M) et ensemble formé par cette ferme et les terrains environnants (S)                            |
| Ferme (façades et toitures), rue de Ville-en-Warêt, n°250, anciennement rue du Village n°26, à l'exclusion des petites annexes récentes (M) et ensemble formé par la ferme, le ruisseau et les voiries avoisinantes (S)                 |                                                                                              | Rue de Ville-en-Warêt n°250     | Vezin             | 50° 30′ 17″ nord, 4° 58′ 59″ est | 92003-CLT-0028-01   | Ferme (façades et toitures), rue de Ville-en-Warêt, n°250, anciennement rue du Village n°26, à l'exclusion des petites annexes récentes (M) et ensemble formé par la ferme, le ruisseau et les voiries avoisinantes (S)                 |
| L'église Notre-Dame (la tour, le couloir d'accès conduisant de la chaussée au porche de l'édifice et les pierres tombales au rez-de-chaussée intérieur)                                                                                 |                                                                                              | Rue de l'Église Notre-Dame      | Nameche           | 50° 28′ 12″ nord, 4° 59′ 37″ est | 92003-CLT-0029-01   | L'église Notre-Dame (la tour, le couloir d'accès conduisant de la chaussée au porche de l'édifice et les pierres tombales au rez-de-chaussée intérieur)                                                                                 |
| Potale de la Vierge Marie (M) et établissement d'une zone de protection (ZP) | 1861                                                                                         | Route Sainte-Marie              | Landenne          | 50° 31′ 11″ nord, 5° 03′ 23″ est | 92003-CLT-0030-01   | Potale de la Vierge Marie (M) et établissement d'une zone de protection (ZP) |
| La place de Sclayn |                                                                                              | Grand-Place                     | Sclayn            | 50° 29′ 23″ nord, 5° 01′ 39″ est | 92003-CLT-0031-01   | Image manquanteTéléverser |
| Site de Sclaigneaux et des Haies Monet |                                                                                              |                                 | Sclaigneaux       | 50° 29′ 45″ nord, 5° 02′ 07″ est | 92003-CLT-0032-01   | Site de Sclaigneaux et des Haies Monet |
| Cimetière dit des Fusillés, quai des Fusillés |                                                                                              | Quai des Fusillés               | Andenne           | 50° 29′ 33″ nord, 5° 05′ 35″ est | 92003-CLT-0033-01   | Cimetière dit des Fusillés, quai des Fusillés |
| Les grottes paléolithiques de Sclayn (S + SA) |                                                                                              | Rue Fond des Vaux n°339d        | Sclayn            | 50° 28′ 59″ nord, 5° 01′ 16″ est | 92003-CLT-0034-01   | Les grottes paléolithiques de Sclayn (S + SA) |
| Gymnase ancien de l'Athénée royal Jean Tousseul |                                                                                              | Rue Adeline Henin n°3           | Andenne           | 50° 29′ 14″ nord, 5° 05′ 59″ est | 92003-CLT-0035-01   | Image manquanteTéléverser |
| Kiosque à musique, sis place Wauters (M) et établissement d'une zone de protection (ZP) |                                                                                              | Place Wauters                   | Seilles           | 50° 29′ 58″ nord, 5° 04′ 49″ est | 92003-CLT-0037-01   | Kiosque à musique, sis place Wauters (M) et établissement d'une zone de protection (ZP) |
| Immeuble (façade à rue, toiture et hall d'entrée), place des Tilleuls, n°48 | 1907 Achille Simon                                                                           | Place des Tilleuls n°48         | Andenne           | 50° 29′ 23″ nord, 5° 05′ 46″ est | 92003-CLT-0038-01   | Immeuble (façade à rue, toiture et hall d'entrée), place des Tilleuls, n°48 |
| Ensemble formé par les rochers dits Les demoiselles au hameau des Forges dans la vallée du Samson (+ GESVES/Mozet) |                                                                                              |                                 | Thon              | 50° 27′ 08″ nord, 5° 00′ 48″ est | 92003-CLT-0040-01   | Image manquanteTéléverser |
| Le presbytère de l'église Saint-Maurice de Sclayn |                                                                                              | Rue des Combattants 114         | Sclayn            | 50° 29′ 23″ nord, 5° 01′ 39″ est | 92003-CLT-0041-01   | Le presbytère de l'église Saint-Maurice de Sclayn |
| Les façades et toitures de l'immeuble Tonglet-Magnée, à l'exception des annexes adossées au pignon sud-ouest (M) et ensemble formé par cet édifice et ses abords (S)                                                                    | Vers 1268                                                                                    | Rue des Combattants 113         | Andenne           | 50° 29′ 22″ nord, 5° 01′ 38″ est | 92003-CLT-0019-01   | Image manquanteTéléverser |
| La collégiale Sainte-Begge | De 1764 à 1778 Laurent-Benoît Dewez                                                          | Place du Chapitre               | Andenne           | 50° 29′ 13″ nord, 5° 06′ 03″ est | 92003-PEX-0001-01   | La collégiale Sainte-Begge |
| Les grottes paléolithiques de Sclayn |                                                                                              | Rue Fond des Vaux n°339d        | Sclayn            | 50° 28′ 59″ nord, 5° 01′ 16″ est | 92003-PEX-0002-01   | Les grottes paléolithiques de Sclayn |